# Албени (Телеорман)
Албени (рум. Albeni) насеље је у Румунији у округу Телеорман у општини Скурту Маре. Oпштина се налази на надморској висини од 142 m.

## Становништво
Према подацима из 2002. године у насељу је живело 324 становника, од којих су сви румунске националности.